# Europa Nostra

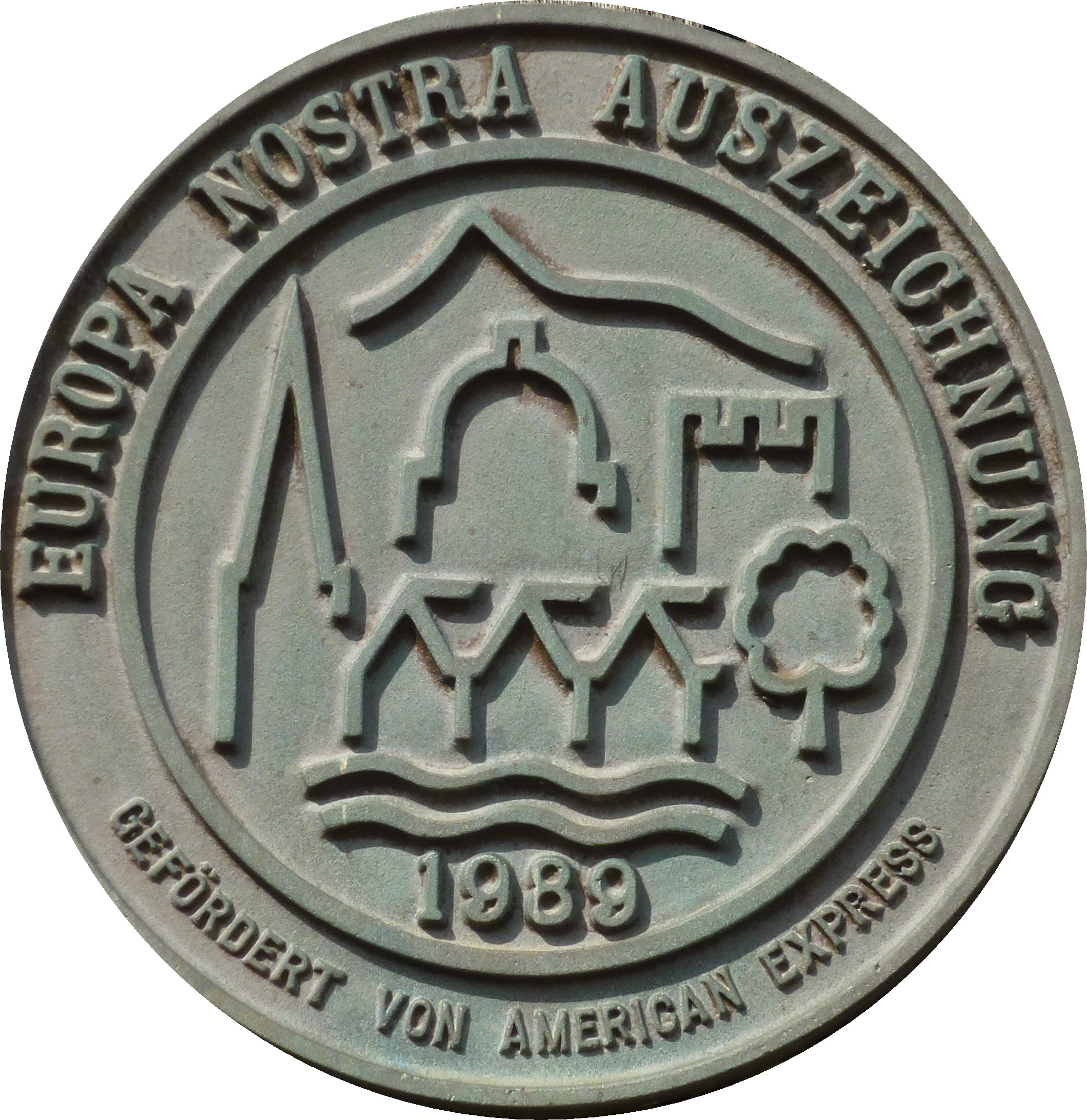
Europa Nostra-Plakette an der Eider-Kanalschleuse bei Klein-Königsförde

Europa Nostra ist ein 1963 gegründeter europäischer Denkmalschutz-Verbund mit Sitz in Den Haag. Er vertritt die Interessen von mehr als 400 Nichtregierungsorganisationen und Privatpersonen aus 45 Ländern gegenüber der Europäischen Union, dem Europarat und der UNESCO. Präsident ist Plácido Domingo.

## Aufgaben
Europa Nostra setzt sich für günstige Rahmenbedingungen im Denkmalschutz ein. Es versteht sich als unabhängige Diskussionsplattform für Fachleute und Interessierte, die sich für den Schutz und die Erhaltung des europäischen Kulturerbes einsetzen wollen. Der Verbund betont die Bedeutung des Denkmalschutzes für Erziehung und Bildung, für Lebensqualität und für die Schaffung und Entwicklung von Arbeitsplätzen.
Europa Nostra Deutschland ist die nationale Vertretung von Europa Nostra mit Sitz in Bonn. Geschäftsführender Präsident ist seit Mai 2018 der Präsident der Stiftung Preußischer Kulturbesitz und Prähistorischer Archäologe Hermann Parzinger.
Mit dem Preis der Europäischen Union für das Kulturerbe / Europa Nostra Awards werden jedes Jahr herausragende Leistungen im Bereich der Erhaltung von Kulturerbe ausgezeichnet.
Auszeichnungen werden in vier Kategorien vergeben:
1. Erhaltung von Bauten, Kulturlandschaften, Kunstwerken oder archäologischen Stätten
2. Studien und wissenschaftliche Arbeiten
3. Herausragende Leistungen von Einzelpersonen, Gruppen und Organisationen
4. Ausbildung, Unterricht, Training und Bewusstseinsbildung

Bewerben können sich kleine wie große Initiativen, die lokal, national oder international ausgerichtet sein können. Die Studien und Projekte müssen jeweils in den letzten drei Jahren abgeschlossen worden sein. Bewerbungen werden bei der Geschäftsstelle von Europa Nostra International, Den Haag, in englischer oder französischer Sprache eingereicht.